# Napan
Napan est une localité située dans le département de Yako de la province du Passoré dans la région Nord au Burkina Faso.

## Géographie
Napan se trouve à environ 15 km au sud du centre de Yako, le chef-lieu de la province, et à 4,5 km au nord de Tindila.

## Histoire
Selon la tradition orale 
Napan a été fondé par trois frères venant de Boulsa chef lieu de namentenga.Et c'est leurs descendants qui portent le patronyme Ouedraogo et détenteur du pouvoir administratif, judiciaire,et des fétiches du village 
Il y a aussi autre famille 
Famille Boulou 
Famille Tonde
Famille Compaoré 
Famille Tenkodogo
Famille Bamogo
Famille Zongo etc... vivant dans l'harmonie depuis des siècles d'existence 
Sur le plan administratif et traditionnel Napan est rattaché à Yako
Et le Roi aussi est intronisé par le Dima de Yako 
L'actuel chef du village est Naba karfo,fils de Naba sanem et lui même fils de Naba djimede
Raymond Renaud ouedraogo est ressortissant de ce village ainsi que Richard Ouedraogo

## Santé et éducation
Le centre de soins le plus proche de Napan est le centre de santé et de promotion sociale (CSPS) de Tindila tandis que le centre médical avec antenne chirurgicale (CMA) de la province se trouve à Yako.
Napan possède une école primaire publique.